# Mecodema punctellum
Mecodema punctellum is een keversoort uit de familie van de loopkevers (Carabidae). De wetenschappelijke naam van de soort is voor het eerst geldig gepubliceerd in 1921 door Broun.
De soort is voor het laatst waargenomen in 1931. Hij kwam voor op Stephens-eiland, Nieuw-Zeeland.